# 5-я гвардейская бомбардировочная авиационная дивизия
5-я гвардейская бомбардировочная авиационная Оршанская Краснознамённая ордена Кутузова дивизия — авиационная бомбардировочная дивизия в Великой Отечественной войне.

## История
Сформирована 8.7.1942 года как 285-я бомбардировочная авиационная дивизия
.
В действующей армии с 26 июля 1942 года.

### Боевой путь
В Великую Отечественную войну в составе ВВС Западного фронта участвовала в сражениях в составе 2-го бомбардировочного авиационного корпуса 2-я воздушной армии, 1-й воздушной армии
3 сентября 1943 года 285-я бомбардировочная авиационная дивизия преобразована Приказом НКО СССР № 265 5-ю гвардейскую бомбардировочную авиационную дивизию. С января по июнь 1944 года дивизия в Резерве Ставки ВГК.
С июня 1944 года корпус в составе 1-й воздушной армии
3-го Белорусского фронта участвует в освобождении Белоруссии — городов Борисов, Орша, Минск, Витебск.
С августа в составе 3-й воздушной армии 1-го Прибалтийского фронта участвует в освобождении Прибалтики — городов Шяуляй, Митава, в сентябре-октябре 1944 года участвует в прорыве обороны немцев юго-восточнее г. Рига, принимала участие в нанесение ударов по порту Либава. Участвовала в боях при попытках прорвать оборону Курляндского котла.
С начала боевых действий по уничтожению противника в Кёнигсберге и на Земландском полуострове дивизия наносила удары по опорным пунктам, оборонительным сооружениям, артиллерийским и миномётным батареям, живой силе противника в г. Кёнигсберг, Меденау, Польвиттен, Кофденен, Блюдаю, Фишхаузен и других объектов Восточной Пруссии.
Закончила войну 5-я гвардейская бомбардировочная авиационная Оршанская Краснознамённая ордена Кутузова дивизия, в составе Ленинградского фронта, блокируя Курляндскую группировку противника.

## Состав дивизии
- 35-й гвардейский «Сталинградский» бомбардировочный авиационный полк — с 3 сентября 1943 года до окончания войны.
- 127-й гвардейский бомбардировочный авиационный полк — с 3 сентября 1943 года до окончания войны.
- 128-й гвардейский «Ленинградский» бомбардировочный авиационный полк — с 3 сентября 1943 года до окончания войны.

## Подчинение
- С 3 сентября 1943 года по 26 декабря 1944 года — в составе 1-го гвардейского бомбардировочного авиационного корпуса.
- С 26 декабря 1944 года до окончания войны — в составе 5-го гвардейского бомбардировочного авиационного «Витебского» корпуса.
- С 3 сентября 1943 года по 26 декабря 1943 года — в составе 1-й воздушной армии Западного фронта.
- С 26 декабря 1943 года по 1 июня 1944 года — в составе Резерва Верховного Главного Командования.
- С 1 июня 1944 года по ? июля 1944 года — в составе 1-й воздушной армии 3-го Белорусского фронта.
- С ? июля 1944 года по ? февраля 1945 года — в составе 3-й воздушной армии 1-го Прибалтийского фронта.
- С ? февраля 1945 года по 1 апреля 1945 года — в составе 15-й воздушной армии 2-го Прибалтийского фронта.
- С 1 апреля 1945 года до окончания войны — в составе 15-й воздушной армии Курляндской группы войск Ленинградского фронта.

## Дивизией командовали
- гвардии полковник, с 04.02.1944 г. гвардии генерал-майор авиации Сандалов, Владимир Александрович , 08.07.1942 — 06.1946
- гвардии генерал-майор авиации Александров Сергей Сергеевич[1], 01.06.1946 — 01.02.1947

## Награды и наименования
| Награда                          | Дата                 | За что получена |
| -------------------------------- | -------------------- | --- |
| «Гвардейская»                    | 3 сентября 1943 года | За проявленные в боях мужество и высокое лётное мастерство, организованность и героизм                                                                          |
| почётное наименование «Оршаская» | 27 июня 1944 года    | за отвагу и мужество личного состава при освобождении г. Орша                                                                                                   |
| Орден Красного Знамени           | 10 августа 1944 года | За образцовое выполнение заданий командования в боях с немецкими захватчиками, за овладение городом Иелгава (Митава) и проявленные при этом доблесть и мужество |
| Орден Кутузова II степени        | 19 февраля 1945 года | За высокое боевое мастерство в наступательной операции дивизия награждена орденом Кутузова 2-й степени.                                                         |

Награды и почётные наименования полков:
- Указом Президиума Верховного Совета СССР 128-й гвардейский «Ленинградский» бомбардировочный авиационный полк награждён орденом Красного Знамени.
- Указом Президиума Верховного Совета СССР 35-й гвардейский «Сталинградский» бомбардировочный авиационный полк награждён орденом Суворова III степени.
- Указом Президиума Верховного Совета СССР 127-й гвардейский «Борисовский» бомбардировочный авиационный полк награждён орденом Суворова III степени.

Объявлены благодарности:
- Приказом ВГК № 159 от 31 июля 1944 года за овладение городом Елгава (Митава).
- Приказом ВГК № 343 от 25 апреля 1945 года за овладение городом и крепостью Пиллау.

## Отличившиеся воины
Герои Советского Союза:
- Аргунов, Николай Филиппович, гвардии старший лейтенант, штурман эскадрильи 35-го гвардейского бомбардировочного авиационного полка. Посмертно.
- Жмурко, Иван Матвеевич, гвардии капитан, штурман эскадрильи 35-го гвардейского бомбардировочного авиационного полка . Золотая Звезда № 7519.
- Жолудев, Леонид Васильевич, гвардии капитан, командир эскадрильи 35-го гвардейского бомбардировочного авиационного полка. Золотая Звезда № 7927.
- Копейкин, Игорь Валентинович, гвардии старшина, начальник связи эскадрильи 35-го гвардейского бомбардировочного авиационного полка. Золотая Звезда № 5337.
- Пущин, Михаил Николаевич, гвардии капитан, инспектор-летчик по технике пилотирования. Золотая Звезда № 7307.